# Nollendorfplatz (stacja metra)
Nollendorfplatz – stacja metra w Berlinie, w dzielnicy Schöneberg, w okręgu administracyjnym Tempelhof-Schöneberg, na skrzyżowaniu linii U1, U2, U3 i U4. Stacja została otwarta w 1902.